# ماتی ماتسون
ماتی ماتسون (فنلاندی: Matti Mattsson؛ زادهٔ ۵ اکتبر ۱۹۹۳) شناگر اهل فنلاند است.